# Ada Colau
Ada Colau Ballano (Barcelona, 3 de março de 1974) é uma política e ativista social catalã, prefeita de Barcelona desde o dia 13 de junho de 2015. Ativista da Plataforma de Afectados pela hipoteca, é a cara visível de Barcelona em Comum, candidatura mais votada em Barcelona nas eleições locais de 2015.